# Future Trance Vol. 39
Future Trance Vol. 39 – album wydany w 2007 roku zawierający utwory różnych wykonawców.

## Lista utworów

### CD 1
Źródło: Discogs
| N.  | Wykonawca                  | Tytuł utworu                             | Długość |
| --- | -------------------------- | ---------------------------------------- | ------- |
| 1.  | Basshunter                 | "Boten Anna"                             | 3:27    |
| 2.  | Cascada                    | "Everytime We Touch"                     | 3:18    |
| 3.  | Topmodelz                  | "Your Love"                              | 3:09    |
| 4.  | Scooter                    | "Behind The Cow"                         | 3:36    |
| 5.  | Peter Luts & Dominico      | "What A Feeling" (The Hitman Single Cut) | 3:30    |
| 6.  | DJ Dean                    | "Draemworld" (Nomansland Radio Cut)      | 3:28    |
| 7.  | The Real Booty Babes       | "Dance-mp3.com"                          | 3:21    |
| 8.  | Rocco & Bass-T             | "Alright"                                | 3:45    |
| 9.  | DJ Yanny                   | "Rhythm Is A Bass" (Hands Up Radio Edit) | 3:21    |
| 10. | C.R.E.A.M. feat. Dana      | "Why"                                    | 3:26    |
| 11. | DJ E-Maxx                  | "Make You Move"                          | 3:42    |
| 12. | Tune up! vs. Italobrothers | "Colours Of The Rainbow"                 | 3:38    |
| 13. | Central Seven              | "If I Were You"                          | 3:27    |
| 14. | Pitchers                   | "What They Don't Like" (Cut)             | 3:19    |
| 15. | Re-Flex                    | "Lui 07" (Sample Rippers Mix)            | 4:47    |
| 16. | Punk Freaks                | "Arag Attack" (Club Edit)                | 3:37    |
| 17. | V-Heads                    | "Paxi Fixi"                              | 3:12    |
| 18. | Technoboy                  | "Into Deep" (Rocco & Bass-T Remix)       | 3:40    |
| 19. | Pimp! Code                 | "Wicked Body Moves"                      | 2:49    |
| 20. | Coco Fay                   | "This Is My Sound"                       | 3:26    |
| 21. | Mental Madness Allstars    | "The Anthem" (Rob Mayth Mix)             | 3:54    |

### CD 2
Źródło: Discogs
| N.  | Wykonawca                             | Tytuł utworu                                          | Długość |
| --- | ------------------------------------- | ----------------------------------------------------- | ------- |
| 1.  | Eric Prydz vs. Floyd                  | "Proper Education"                                    | 3:19    |
| 2.  | Tiësto                                | "Lethal Industry 07" (Richard Durand Short Cut)       | 3:17    |
| 3.  | Supermode                             | "Tell Me Why" (Finger & Kadell Radio Edit)            | 3:11    |
| 4.  | Shaun Baker                           | "V.I.P." (Sebastian Volter Club Mix)                  | 3:26    |
| 5.  | Comiccon                              | "Komodo" (DDA Remix Edit)                             | 3:38    |
| 6.  | Kyau & Albert                         | "Are You Fine?"                                       | 3:11    |
| 7.  | Carlos [NL]                           | "The Silmarillia Remixes 2007" (4 Strings Radio Edit) | 3:21    |
| 8.  | Alex Megane                           | "Tonight" (Is All We Have) (Dub Radio Edit)           | 3:10    |
| 9.  | Starzoom                              | "Billie Jean" (Rocco & Bass-T Short Cut)              | 3:36    |
| 10. | DJ Lee                                | "Tomorrow"                                            | 3:14    |
| 11. | DJ Manian                             | "Turn The Tide"                                       | 3:34    |
| 12. | Kindervater feat. Nadja               | "Forever"                                             | 3:20    |
| 13. | Chris Da House vs. DJ Sledge Hammer   | "Sunrise" (Ricktale 1 Radio Edit)                     | 3:23    |
| 14. | Katie Jewels                          | "Come Again"                                          | 3:35    |
| 15. | Chemistry                             | "Prophecy"                                            | 3:44    |
| 16. | Pedro Del Mar                         | "Feel" (DJ Shog Mix)                                  | 3:22    |
| 17. | Erik Vee                              | "I Can't Stop Myself"                                 | 3:16    |
| 18. | Picco                                 | "Back To Hawaii" (Electro Mix Cut)                    | 3:21    |
| 19. | Mason                                 | "Exceeder"                                            | 2:56    |
| 20. | David Guetta vs. The Egg              | "Love, Don't Let Me Go" (Walking Away)                | 3:14    |
| 21. | Twisted Society feat. Vernon J. Price | "Killer"                                              | 3:31    |

## Notowania na listach przebojów
| Kraj       | Lista (2007)  | Najwyższa pozycja |
| ---------- | ------------- | ----------------- |
| Austria    | Alben Top 75  | 1                 |
| Szwajcaria | Alben Top 100 | 2                 |